# Viggo Brun
Viggo Brun (Lier, 13 ottobre 1885 – Drøbak, 15 agosto 1978) è stato un matematico norvegese, noto per i suoi contributi alla teoria dei numeri.
Il suo più noto contributo è l'aver mostrato che la somma di reciproci di numeri primi gemelli converge a un valore finito, ora chiamato costante di Brun. Questa dimostrazione si serve di un suo miglioramento della versione di Legendre del crivello di Eratostene, ora noto come crivello di Brun o crivello puro di Brun. Per questo molti lo considerano uno dei fondatori della moderna teoria dei crivelli.